# Шимунович, Динко
Ди́нко Шиму́нович (1873—1933) — хорватский писатель.
Родился в Книне. Почти два десятилетия провел в деревнях Далматинской Загоры, работая школьным учителем. Вышел на пенсию в 1927, в 1929 году переехал в Загреб, где и умер в 1933 году.
Шимунович написал несколько книг рассказов, множество очерков и фельетонов, а также два романа. Произведения посвящены жизни людей региона, где он жил и работал. Выражая неприятие современного городского образа жизни, писатель освещал судьбы интеллигентов, обездоленных крестьян и жителей села, поэтизируя при этом патриархальный уклад общества и природу.
Исследователи называют его одним из самых значительных хорватских новеллистов XX века.

## Творчество

### Сборники рассказов
- Mrkodol (1909)
- Đerdan (1914)
- Sa Krke i sa Cetine (1930)
- Posmrtne novele (1936)

### Романы
- Tuđinac (1911)
- Porodica Vinčić (1923)

### Издания на русском языке
- Динко Шимунович. Алкар. Сборник рассказов. — М.: Государственное издательство художественной литературы, 1962. — 312 с. — 3000 экз.